# 볼프강 슈바르츠
볼프강 슈바르츠(독일어: Wolfgang Schwarz, 1947년 9월 14일 ~ )는 오스트리아의 피겨 스케이팅 선수이다. 그는 1968년 올림픽에서 금메달을 획득했고, 세계 선수권 대회에서 은메달을 2번(1967, 1968) 획득했다. 그는 유럽 선수권 대회에서 은메달을 3번(1967, 1968, 1969) 획득했다.
2002년 12월에, 슈바르츠는 러시아, 리투아니아, 오스트리아에서 매춘부로 일했고 5명의 여자를 데려온후 인간의 인신매매 혐의로 유죄 판결을 받았다. 그는 피부암 때문에 18개월 집행유예 선고를 받았다. 2005년 12월에, 그는 별도의 인신매매 무죄 판결을 받았다. 2006년 8월에 그는 유죄 판결을 받았다. 그는 루마니아 10대 납치 계획을 세웠기 때문에 교도소에서 8년형을 선고받았다.

## 대회 성적
| Event            | 1964 | 1965 | 1966 | 1967 | 1968 |
| ---------------- | ---- | ---- | ---- | ---- | ---- |
| 동계 올림픽      | 15위 |      |      |      | 1위  |
| 세계 선수권 대회 |      | 7위  | 2위  | 2위  |      |

## 참조
1. ↑  “전직 올림픽 챔피언, 인신매매로 구속 입건”. 《Associated Press》 (Sports Illustrated). 2002년 12월 6일.[깨진 링크(과거 내용 찾기)]
2. ↑  “슈바르츠, 인신매매 자백”. 《Associated Press》 (ESPN). 2005년 12월 5일.
3. ↑  “피겨 스케이팅 금메달리스트, 납치 혐의로 징역 8년 선고”. 《Associated Press》 (ESPN). 2006년 8월 7일.